# Дугорочни експеримент еволуције ешерихије коли
Дугорочни експеримент еволуције ешерихије коли (енгл. E. coli long-term evolution experiment, LTEE) студија је у току из области експерименталне еволуције коју води Ричард Ленски, и која прати генетичке промене у 12 скоро идентичних популација бесполне бактерије ешерихија коли почев од 24. фебруара 1988. године.
Од почетка експеримента, Ленски и његове колеге су објавили велики број генетичких промена; одређене еволуционе адаптације су се појавиле у свих 12 популација, док су се друге појавиле у само једној или неколико популација. Једна прилично упадљива адаптација је еволуција једног соја E. coli бактерије који је развио могућност да се храни лимунском киселином из храњивог раствора.

## Експериментални приступ
Дугорочни експеримент еволуције је имао за циљ проналажење експерименталних доказа за неколико централних проблема еволуционе биологије: варијације брзине развитка током времена, ниво до ког су еволуционе промене поновљиве у раздвојеним популацијама али у идентичним окружењима и односи између еволуције и фенотипских и генотипских нивоа.
Коришћење E. coli за експеримент омогућава изучавање много генерација великих популација за релативно кратко време и омогућава да експерименталне методе (усавршене током деценија коришћења E. coli у молекуларној биологији) буду прилично једноставне. Бактерије могу бити замрзнуте и сачуване, стварајући оно што је Ленски описао као „замрзнути фосилни запис“ који може бити обновљен у сваком тренутку (и може да се користи да би се било која популација рестартовала у случајевима загађења или других проблема током експеримента). Ленски је изабрао само бесполну врсту E. coli која се такође не развија бактеријском конјугацијом. Ово је ограничило изучавање на еволуцију засновану на мутацијама и уједно омогућило да се генетички маркери не шире већ да се преносе само на директно потомство.

### Методе
Свака од 12 популација се чува у инкубатору у Ленскијевој лабораторији на Мичиген Стејт Универзитету у посудама које ограничавају величину популације. Сваког дана 1% сваке популације се пребацује у посуду са свежим храњивим раствором. Велики, репрезентативни узорци сваке популације се замрзавају уз помоћ глицерола и то на сваких 500 генерација (75 дана). Популације се такође редовно испитују ради утврђивања промена у просечној развијености а додатни експерименти се редовно врше ради истраживања интересантних развоја унутар популација. Од 2008. године, популације E. coli бактерије су достигле преко 50 000 генерација и сматра се да је прошло довољно спонтаних мутација да се свака могућа јединствена мутација у E. coli геному догодила више пута.
Првобитни сој E. coli бактерије за Ленскијев дугорочни експеримент еволуције је потекао од соја "Bc251", као што је описано у научном раду Симора Ледерберга, преко Бруса Левина (који је овај сој користио у експерименту бактеријске екологије 1972). Генетичке особине које дефинишу ову врсту су: T6r, Strr, r−m−, Ara− (не може да расте на арабинози). Пре почетка експеримента Ленски је припремио и варијанту Ara+ (мутација ara оперона која омогућава раст на арабинози). Првих 12 популација чинило је 6 Ara− и 6 Ara+ колонија, што је омогућавало распознавање двеју група ради поређења и испитиванја развитка бактерија. У међувремену су се развили јединствени генетички маркери који омогућавају идентификацију сваког соја.

## Резултати
У првих пар година популације су доживеле неколико заједничких еволуционих промена. Просечна развијеност сваке популације, упоређена са директним прецима, повећавала се, у почетку брзо, а затим се уравнотежила негде око двадесетхиљадите генерације (у том тренутку је популација расла неких 70% брже него код предака). Све популације су развиле већу запремину ћелије и мању максималну густину популације и све су се специјализовале за прехрањивање глукозом (што смањује развијеност у срединама са другачијим храњивим састојцима). 4 од 12 популација су развиле дефекте у способности поправке ДНК, што је драстично повећало учесталост мутација у тим колонијама. Иако су бактерије у свакој популацији највероватније имале стотине милиона мутација у првих 20 000 генерација, Ленски оцењује да је само 10 до 20 корисних мутација достигло да буду утврђене свакој популацији, при чему је укупно мање од 100 тачкастих мутација (укључујући неутралне мутације) достигло да буду утврђене у свакој популацији.
Године 2008, Ленски и његове колеге објављују да се веома важна адаптација догодила у једној од дванаест популација: бактерије су развиле способност да користе лимунску киселину као извор енергије. Дивља E. coli не може да преноси лимунску киселину кроз ћелијску мембрану у своју унутрашњост (где би могла да уђе у Кребсов циклус) када је присутан кисеоник. Тиме изазвана неспособност раста на лимунској киселини у аеробним условима је била препознатлјива одлика ове врсте бактерија и значајна приликом разликовања E. coli од патогене салмонеле. Истраживачи су открили драстично повећање у величини популације у једној од колонија. Открили су да су клонови ове колоније способни да расту на лимунској киселини која је била присутна у храњивом раствору да би омогућила прикупљање гвожђа. Испитивање узорака раније замрзнутих популација истраживачи су успели да утврде да је ова варијација еволуирала у популацији негде између генерација 31 000 и 31 500. Уз помоћ генетичких маркера успели су да искључе могућност да је E. coli која може да расте на лимунској киселини проузрокована загађењем популације. Такође су открили да је способност раста на лимунској киселини могуће поново развити из замрзнутих генетички чистих предака ове колоније који ту способност нису имали. Ова поновна еволуција коришћења лимунске киселине није била могућа са узорцима пре генерације 20 000. Чак и у оним генерацијама где је поновна еволуција ове способности била могућа, показало се да је је развитак ове способности веома редак, чак 1 на сваких милијарду ћелија. Аутори су на основу ових резултата дошли до закључка да је способност коришћења лимунске киселине зависила од неке друге, неадаптивне мутације која је повећала на прихватњив ниво фреквенцију појављивања мутације која омогућава коришћење лимунске киселине (а прикупљени подаци су сугерисали да су биле потребне чак две претходне мутације а не само једна). Генерално, истраживачи истичу да ови резултати указују (следећи аргумент Стивена Гулда) да „историјске непредљивости могу имати дубок и трајан утицај“ на ток еволуције.
Једна друга адаптација која се догодила у свим овим бактеријама је повећање запремине ћелије а у многим културама и заобљенији облик ћелије . Ова промена је делом резултат мутације која је променила ген за протеин који везује пеницилин, што је омогућило мутираном соју компетитивну предност над прецима у условима дугорочног експеримента. Међутим, иако ова мутација поболјшава развитак под овим условима, такође повећава осетљивост бактерија на осмотски стрес и тиме смањује нјихову способност да преживе дуге периоде у стационарним културама, па фенотип ове адаптације зависи од услова у којима се ћелије налазе.